# Seznam vrcholů v Považském Inovci

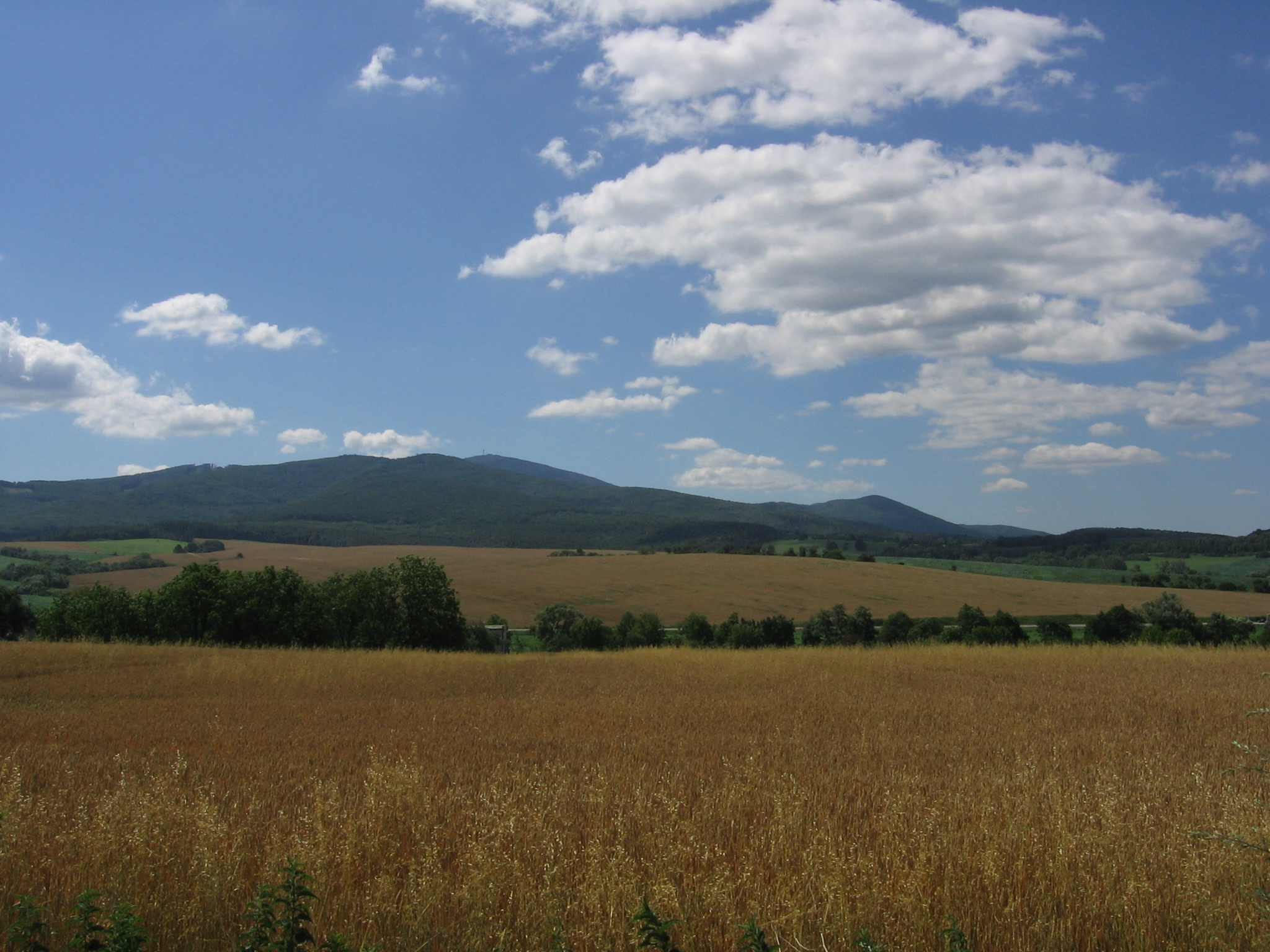
Inovec (1042 m)

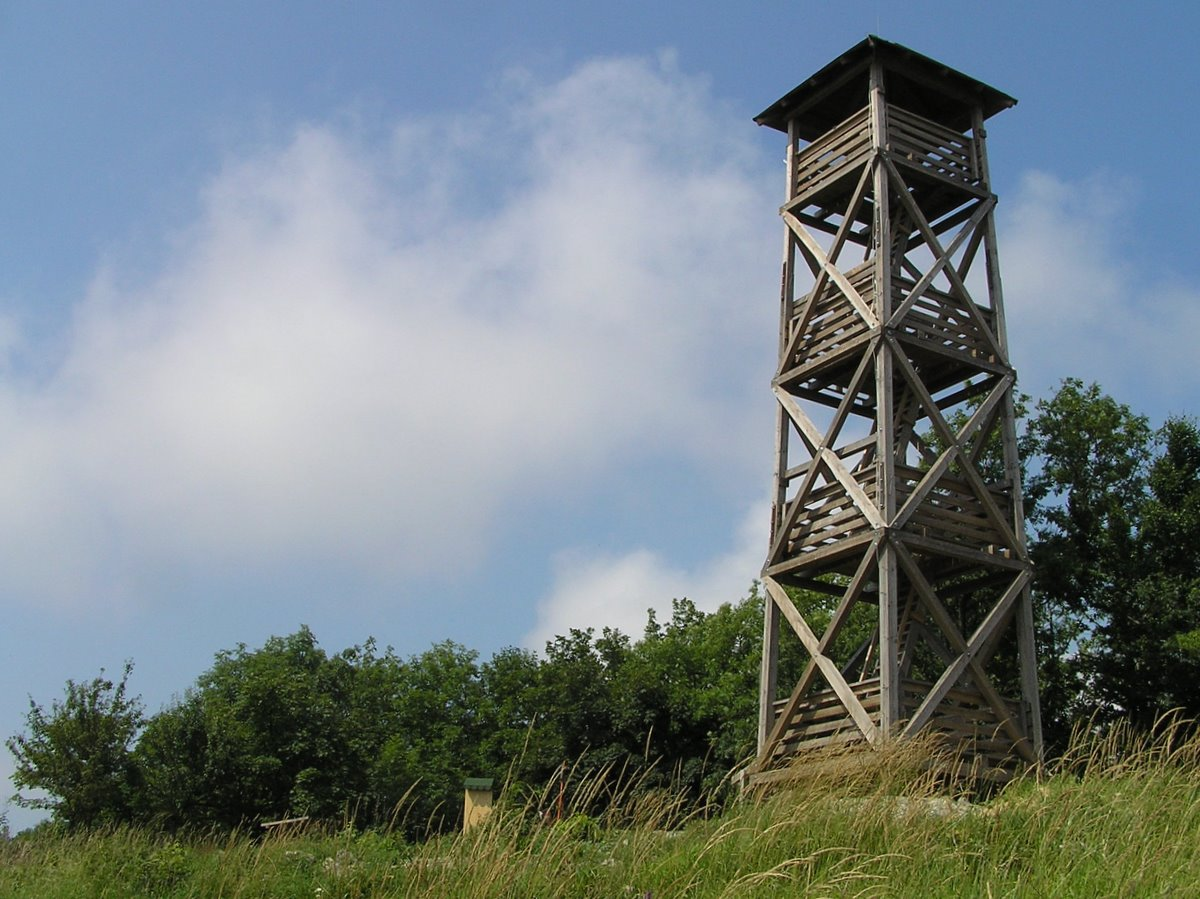
Panská javorina (943 m)

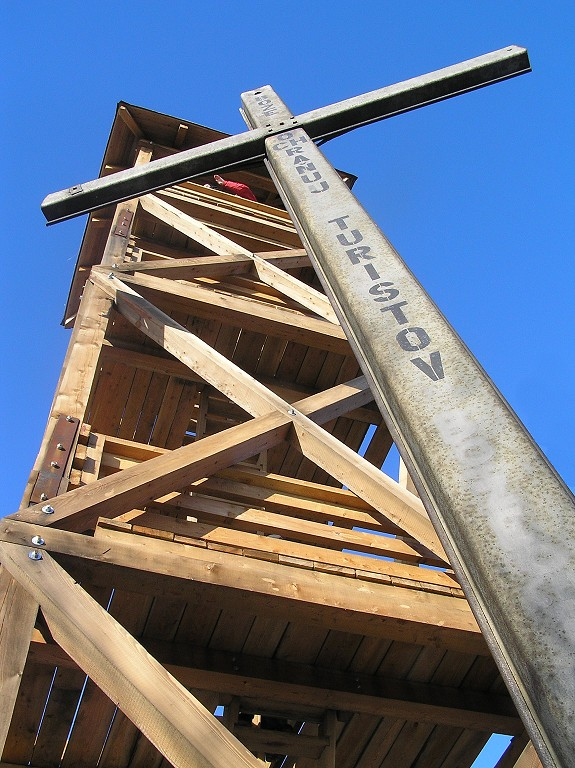
Marhát (748 m)

Seznam vrcholů v Považském Inovci zahrnuje pojmenované vrcholy s nadmořskou výškou nad 700 m. K sestavení seznamu bylo použito map dostupných na stránkách hiking.sk.

## Seznam vrcholů
| #   | Vrchol             | Výška (m) | Souřadnice                       | Podcelek        | Přístup                                                                      |
| --- | ------------------ | --------- | -------------------------------- | --------------- | ---------------------------------------------------------------------------- |
| 1.  | Inovec             | 1042      | 48°46′29″ s. š., 18°02′29″ v. d. | Vysoký Inovec   | červená turistická značka                                                    |
| 2.  | Krželnica          | 968       | 48°45′48″ s. š., 18°02′10″ v. d. | Vysoký Inovec   | červená turistická značka                                                    |
| 3.  | Panská Javorina    | 943       | 48°42′43″ s. š., 18°00′45″ v. d. | Vysoký Inovec   | modrá turistická značka · zelená turistická značka · žlutá turistická značka |
| 4.  | Ostrý vrch         | 910       | 48°44′00″ s. š., 17°59′57″ v. d. | Vysoký Inovec   | červená turistická značka                                                    |
| 5.  | Jakubová           | 906       | 48°44′59″ s. š., 18°00′20″ v. d. | Vysoký Inovec   | červená turistická značka                                                    |
| 6.  | Prieľačina         | 893       | 48°42′25″ s. š., 17°59′30″ v. d. | Vysoký Inovec   | červená turistická značka                                                    |
| 7.  | Močiare            | 826       | 48°46′01″ s. š., 18°03′23″ v. d. | Vysoký Inovec   | neznačeno                                                                    |
| 8.  | Horný lom          | 818       | 48°44′52″ s. š., 18°01′34″ v. d. | Vysoký Inovec   | neznačeno                                                                    |
| 9.  | Ivanov vŕštek      | 801       | 48°43′20″ s. š., 17°59′04″ v. d. | Vysoký Inovec   | modrá turistická značka                                                      |
| 10. | Kamenná / Machovňa | 797       | 48°42′03″ s. š., 18°02′48″ v. d. | Vysoký Inovec   | neznačeno                                                                    |
| 11. | Jarabský vrch      | 795       | 48°47′22″ s. š., 18°03′03″ v. d. | Vysoký Inovec   | červená turistická značka                                                    |
| 12. | Myslíkov vrch      | 790       | 48°42′03″ s. š., 18°01′41″ v. d. | Vysoký Inovec   | neznačený                                                                    |
| 13. | Marhát             | 748       | 48°35′48″ s. š., 17°58′14″ v. d. | Krahulčie vrchy | červená turistická značka                                                    |
| 14. | Bezovec            | 743       | 48°40′23″ s. š., 17°58′28″ v. d. | Nízký Inovec    | neznačeno                                                                    |
| 15. | Strážna kopa       | 735       | 48°45′52″ s. š., 18°01′39″ v. d. | Vysoký Inovec   | neznačeno                                                                    |
| 16. | Bieleny vrch       | 733       | 48°36′04″ s. š., 17°58′39″ v. d. | Krahulčie vrchy | neznačeno                                                                    |
| 17. | Hradisko           | 732       | 48°46′51″ s. š., 18°00′39″ v. d. | Vysoký Inovec   | neznačeno                                                                    |
| 18. | Javorie            | 729       | 48°48′12″ s. š., 18°02′37″ v. d. | Vysoký Inovec   | neznačeno                                                                    |
| 19. | Železník           | 711       | 48°46′51″ s. š., 18°03′44″ v. d. | Vysoký Inovec   | neznačeno                                                                    |
| 20. | Dolný lom          | 701       | 48°44′24″ s. š., 18°01′59″ v. d. | Vysoký Inovec   | neznačeno                                                                    |